# 拳月
拳月（けんむーん、またはけんむん、本名：相良 正幸、1984年5月14日-　）は日本の大阪市ミナミを根拠地とする半グレ集団「拳月グループ」リーダー。元キックボクサーでアウトロー上がりの喧嘩ファイトが信条。身長182cm。体重75kg。

## 来歴
キックボクシングのリングに本格的に上がる前は、関西地方を拠点にし、主にストリートファイトに明け暮れている不良の若者たちを起用したアマチュア地下総合格闘技大会「強者」（2013年2月解散）の看板選手として闘っていた。
2011年、活動停止直前のK-1のリングで長島☆自演乙☆雄一郎と78kg契約で対戦、スリップした長島を追撃するなど反則も繰り出す荒っぽい試合となったが、ダウンを奪われ判定負け。ちなみに、長島は本来は70kg契約で闘っている選手であり、この時期長島はプロレスもしていたため体重が大幅に増えていた。それを踏まえての体重契約であった。
その後、キックボクシングのリングで勝ち星を重ね、2013年にはGLORYへの初参戦を果たす。アルトゥール・キシェンコと対戦するも、一方的な試合展開となり、ダウンも奪われ判定負け。
2014年2月、前田日明がプロデュースする格闘技イベント「THE OUTSIDER」に出場予定であった選手を脅して出場を辞退させたとして強要の疑いで逮捕された。
2017年9月、2016年7月に大阪市東心斎橋の路上を歩行中に、前方から来た乗用車とトラブルになり、運転手の大阪府東大阪市の男性を殴って頭蓋骨骨折の重傷を負わせたほか、同乗の同市の男性にも頭部打撲など全治2週間のけがをさせたとして、傷害の疑いで逮捕された。この件に関して2017年12月、大阪地裁より懲役1年、執行猶予3年の有罪判決が下された。
2018年9月、2014年8月下旬に20代の男性と共謀し、この男性に自らの国民健康保険証を貸し与え、20代男性が沖縄の病院で尻のできものの治療をした際に医療費1万6300円のうち自己負担分を除く金額の支払いを免れた罪で、この男性と共に詐欺の容疑で逮捕された。
2019年7月、『NHKスペシャル「半グレ 反社会勢力の実像」』に「大阪で最大級の半グレグループの中心」として出演。「元格闘家」という肩書で格闘家業は引退状態であること、前述の傷害事件および国民健康保険証がらみの詐欺容疑で起訴され保釈中の身であること、ミナミの歓楽街の顔役的存在になっていることが明かされた。
2019年10月、飲食店の女性従業員の胸を揉み、個室トイレに連れこんだ後に暴行を加えてわいせつな行為を強要して性的暴行を加えたとして、強制性交の疑いで逮捕された。
2020年1月、2018年8月に大阪市内の路上において少女を十数人の拳月グループメンバーが取り囲んで胸ぐらを掴んで「山に連れて行って埋めるぞ」などと脅し、対立する半グレグループのメンバーに電話をかけさせようとした事件で、指示をした首謀者として強要の疑いで逮捕された。
2021年（令和3年）2月18日、裁判で懲役7年の判決を受けた。

## 戦績
| キックボクシング 戦績 | キックボクシング 戦績 | キックボクシング 戦績 | キックボクシング 戦績 | キックボクシング 戦績 | キックボクシング 戦績 | キックボクシング 戦績 |
| --------------------- | --------------------- | --------------------- | --------------------- | --------------------- | --------------------- | --------------------- |
| 7 試合                | (T)KO                 | 判定                  | その他                | 引き分け              | 無効試合              |                       |
| 4 勝                  | 2                     | 2                     | 0                     | 0                     | 0                     |                       |
| 3 敗                  | 0                     | 3                     | 0                     | 0                     | 0                     |                       |

| 勝敗 | 対戦相手                 | 試合結果                 | 大会名                                                               | 開催年月日     |
| ×    | アルトゥール・キシェンコ | 3R終了 判定0-3           | GLORY 13 TOKYO                                                       | 2013年12月21日 |
| ○    | 小林準                   | 1R 2:35 KO(右ストレート) | KICK GUTS 2013 梶原一騎杯 ～真樹日佐夫 追悼興行～ 格闘技の祭典再び！ | 2013年8月10日  |
| ○    | 近藤大成                 | 3R終了 判定3-0           | Krush.28                                                             | 2013年5月12日  |
| ×    | 長島☆自演乙☆雄一郎       | 3R終了 判定0-3           | K-1 WORLD MAX 2011～－70kg Japan Tournament FINAL～                  | 2011年9月25日  |
| ○    | タイバン                 | 延長判定3-0              | Krush×Survivor                                                       | 2010年3月13日  |
| ○    | 庵谷デビルマン鷹志       | 2R 1:16 KO               | 新☆四角いジャングル～ミスター格闘技降臨！！～                        | 2009年9月13日  |
| ×    | 銀次郎                   | 5R終了 判定0-3           | 激闘！ 平成の四角いジャングル                                        | 2008年11月2日  |